# Psephotellus pulcherrimus
El perico del paraíso (Psephotellus pulcherrimus) una especie extinta de ave psitaciforme de la familia Psittaculidae endémica del este de Australia. Era nativo de los herbazales arbolados del área fronteriza entre Queensland y Nueva Gales del Sur. 

## Descripción

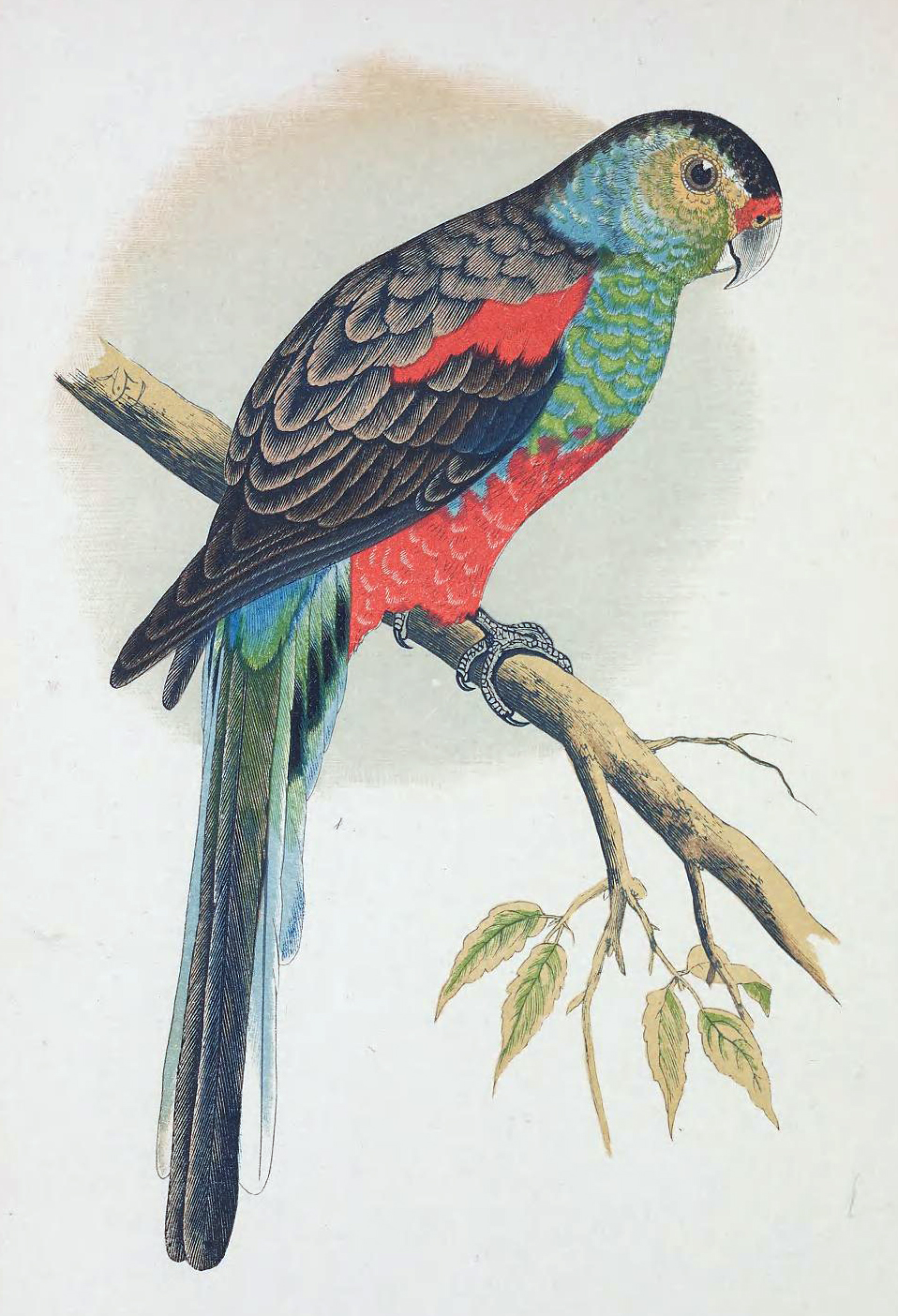
Ilustración de 1884

Era un perico de tamaño mediano y de larga cola. Su plumaje era extraordinariamente colorido, incluso para un loro, en el que se intercalaban el turquesa, el aguamarina, el rojo escarlata, el negro y el pardo. Su cola tenía casi la misma longitud que el resto de su cuerpo, algo difícil de comprender para ser un ave que se pasaba la mayor parte del tiempo en el suelo, aunque podía volar rápidamente.

## Comportamiento
El perico del paraíso vivía en parejas o pequeños grupos familiares. Construía sus nidos en el interior de madrigueras excavadas en los montículos de los termiteros y lugares similares, generalmente a nivel del suelo o cerca de él. Se cree que se alimentaba casi exclusivamente de las semillas de las gramíneas.

## Extinción

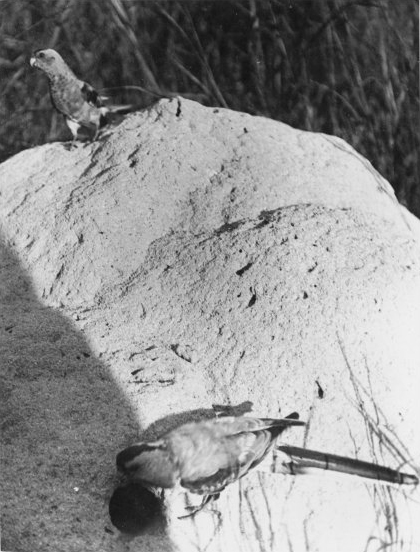
Dos de los últimos ejemplares vivos en 1922.

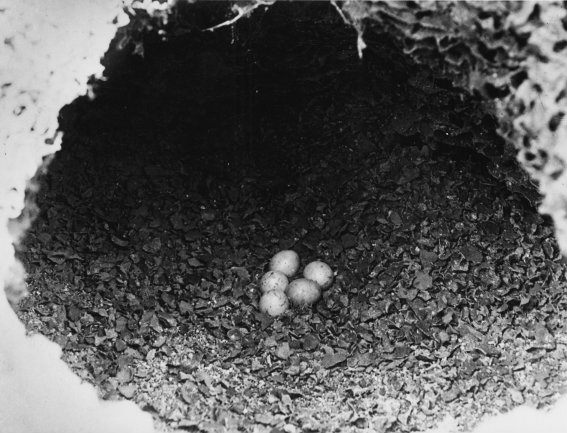
Nido con huevos, fotografía de 1922.

Aunque en tiempos fue relativamente común en una región bastante restringida el último ejemplar vivo se avistó en 1927. Al fracasar los intentos de encontrarlo en búsquedas exhaustivas y extensas se le considera extinguido.
Las causas del repentino declive del perico del paraíso se desconocen con seguridad. Entre las posibilidades que se especulan están la sobreexplotación ganadera y el exceso de aclarado, el cambio en los regímenes de incendios, el exceso de capturas, la depredación por parte de mamíferos introducidos en Australia como los gatos y perros. Se volvió raro al final del siglo XIX y se pensaba extinto hacia 1915. Una serie de investigaciones encontraron unos pocos individuos vivos durante la siguiente década, pero el último avistamiento confirmado se realizó en el 14 de septiembre de 1927.